# Longshot
Pour les articles homonymes, voir Longshot (homonymie).
Longshot est un super-héros évoluant dans l’univers Marvel de la maison d’édition Marvel Comics. Créé par le scénariste Ann Nocenti et le dessinateur Arthur Adams, le personnage de fiction apparaît pour la première fois dans le comic book Longshot #1 en septembre 1985.
La série Longshot est interrompue rapidement au bout de six numéros. Par la suite, le personnage intègre l’équipe des X-Men et y devient un personnage secondaire.
En France, les aventures du personnage sont parues dans les numéros 56 à 62 du magazine Spécial Strange où elles prenaient la place des histoires de Spider-Man, transférées alors dans le magazine Spidey.

## Biographie du personnage

### Origines
Longshot est un extraterrestre venu d’une autre dimension. Dans son monde d’origine, il était l’esclave de Mojo (en), un être semi-humanoïde et invertébré doté de pouvoirs magiques et atteint de folie furieuse. Ayant pris la tête de la révolte des esclaves, Longshot a été capturé et rendu amnésique. C’est en s’enfuyant au travers d’un portail interdimensionnel qu’il aboutit par hasard sur Terre.
Il n’a que quatre doigts à chaque main, des cheveux blonds et une beauté fragile qui lui permet de chambouler tous les cœurs. Créé à la suite d’une manipulation génétique, il n’a ni famille, ni attache, bien qu’il ait été un temps lié avec Spirale (en), la comparse de Mojo. En fait, c’est une sorte d’enfant perdu.
Une créature à l’allure simiesque, dénommée « Puppy », l’accompagne. Au fil des épisodes, Puppy se transforme et devient de plus en plus gros et monstrueux, absorbant la magie de la planète Terre. Il prend alors le nom de Gog et Magog et se retourne contre Longshot, qu’il attaque violemment.
Longshoot est probablement le géniteur de Shatterstar, le scientifique Hank McCoy (le Fauve) ayant établi un lien entre leurs ADN respectifs.

### Parcours
Après une longue romance avec la mutante Dazzler (dont il a eu un fils, mais ce dernier a disparu de la série sans explication), Longshot quitte les X-Men.
Il est depuis membre de Facteur-X et entretient une relation ambiguë, probablement amoureuse, avec M.

## Pouvoirs, capacités et équipement
Longshot est le fils d'une mutante humaine et le clone de son fils/père. Il possède une peau aussi résistante que du cuir, deux cœurs, et des os creux (à la manière de ceux des oiseaux) et seulement quatre doigts à chaque main. Lorsqu’il utilise l’un de ses pouvoirs, son œil gauche émet une vive lueur.
En complément de ses pouvoirs, Longshot dispose d'une vitesse, une agilité, de réflexes et une endurance supérieure à la moyenne humaine, ce qui lui a permis de rivaliser avec Spider-Man lors d'un de ses premiers combats sur Terre. C'est par ailleurs un expert au combat au corps à corps (des techniques avancées de combat ont été implantées dans son cerveau) qui maîtrise le maniement des armes blanches et des armes à feu ; il sait aussi se servir d'un réacteur dorsal (jet-pack).
- Longshot possède la capacité surhumaine d'altérer de manière inconsciente les probabilités, grâce à un champ psionique qui lui accorde constamment de la « bonne chance ». Lorsque cette faculté s’active, un scintillement apparaît dans son œil gauche et il peut alors échapper de justesse à ses ennemis, ou réussir à retourner des situations désespérées. Toutefois, la chance ne joue en sa faveur que si ses intentions sont parfaitement pures. Il ne doit pas non plus « forcer sa chance », de crainte qu’elle ne se retourne contre lui[1].
- Il peut également avoir des visions du passé récent, quand il touche des personnes ou des objets (psychométrie).
- Il est aussi capable, de manière involontaire ou inconsciente, d'affecter émotionnellement les personnes de son entourage, généralement les femmes (mais possiblement aussi les hommes) en accélérant la production de dopamine de leur organisme, ce qui a pour conséquence d’activer le centre du plaisir de leur cerveau. Les personnes affectées sont alors physiquement et émotionnellement attirées par Longshot et ont la sensation d’être tombées amoureuses de lui[1].
- Il a une fois montré posséder la capacité de générer une énergie pour guérir, et celle de transférer la conscience d’une personne morte dans un autre corps[1].
- Il est aussi incroyablement résistant aux manipulations de la réalité[1].

Longshot porte souvent sur lui des couteaux, des dagues et diverses armes blanches. Très habile avec ses couteaux, il les lance quatre par quatre dans une volée imparable.